# Sebastian Strandvall
Sebastian Strandvall (* 16. září 1986, Helsinki, Finsko) je finský fotbalový záložník a reprezentant, který hraje ve finském klubu VPS Vaasa.

## Klubová kariéra
Sebastian Strandvall hrál ve Finsku za kluby FC Haka, IFK Mariehamn a VPS Vaasa (zde byl kapitánem týmu).
V prosinci 2014 byl na testech v českém klubu SK Slavia Praha.

## Reprezentační kariéra
V A-týmu Finska debutoval 24. ledna 2014 v přátelském střetnutí proti mužstvu Ománu. Finsko zápas remizovalo 0:0.